# Vysoká pec v Šindelové
Dřevouhelná vysoká pec v Šindelové je technická památka, od roku 1963 chráněna jako nemovitá Kulturní památka České republiky. Nachází se v Krušných horách u západního okraje obce Šindelová v okrese Sokolov v Karlovarském kraji.

## Historie

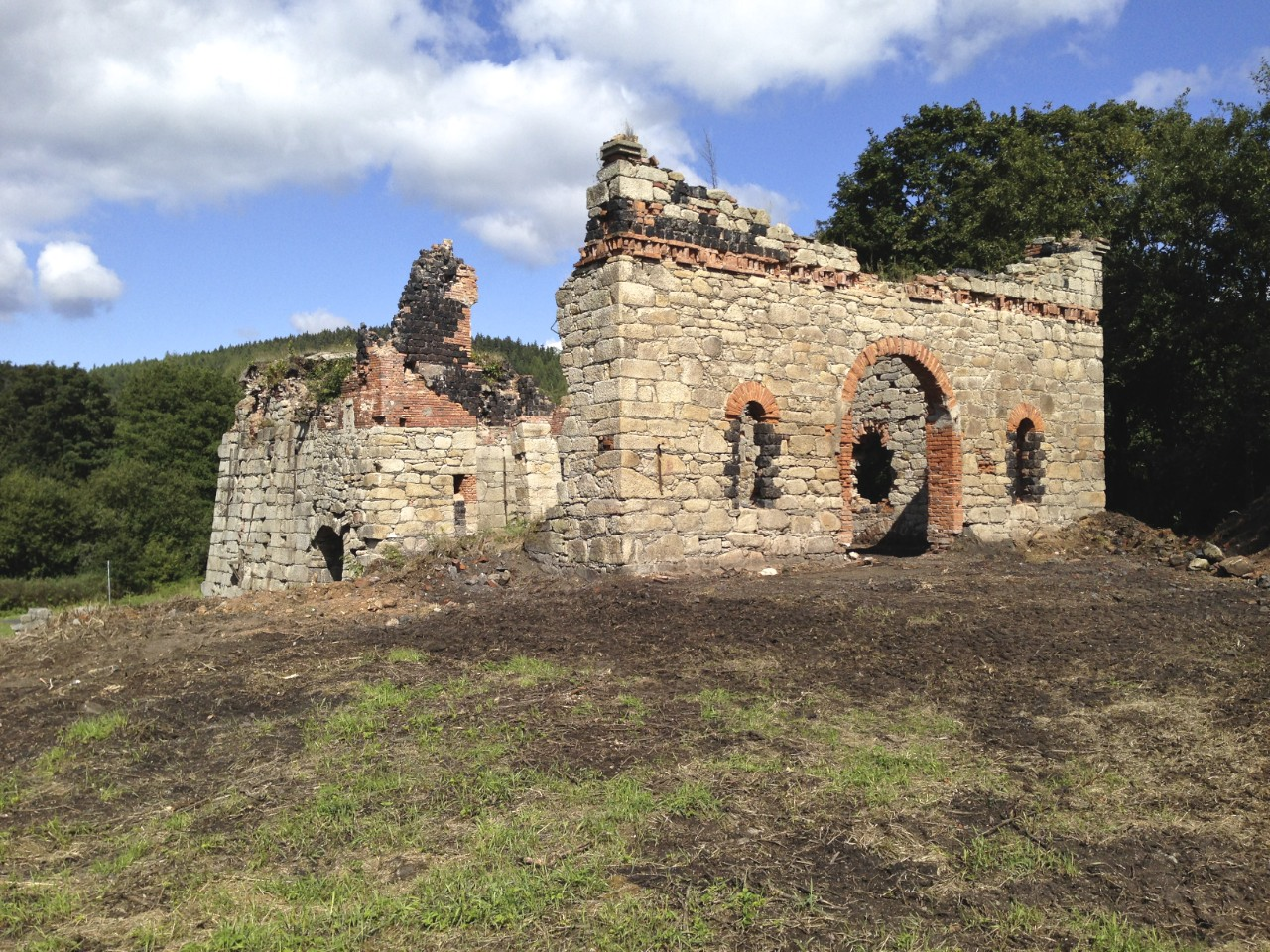
Torzo provozní budovy přiléhající k vysoké peci

Základ významné železářské tradice v Šindelové, Rotavě a Nejdku úzce souvisí s těžbou nerostného bohatství v Krušných horách a následnou zpracovatelskou hutní činností. Železné rudy se těžily nad zaniklými sídly u dnešní Rotavy, Šindelové, Vysoké Peci a Tisové u Nejdku. 
Železné rudy se na území Karlovarského kraje prokazatelně těžily a zpracovávaly od počátku zemědělské a hornické kolonizace ve 13. století za panování krále Václava I.
Památky na počátky tohoto průmyslového odvětví zanikly, tak jak se s postupem času prosazovaly nové technologie. Doklady starších technologických zařízení buďto zanikly zcela, anebo prošly zásadními přestavbami. Jednou z mála stojících technických památek spojených s hutní výrobou je dřevouhelná vysoká pec v Šindelové. Význam této památky přesahuje hranice regionu, a to zejména s ohledem na počet autenticky dochovaných obdobných objektů na území celé České republiky. Památka je srovnatelná například s mimořádně zachovalou dřevouhelnou vysokou pecí Barbora v Jincích v Brdech či s torzem staré huti u Adamova na Blanensku. První zmínky o železářských hamrech v Šindelové jsou z poloviny 14. století a souvisejí se získáním kutacího práva Plikem z Plikenštejnu, tehdejším majitelem jindřichovického panství. Rozmach železářské výroby však nastal až po útlumu těžby rud neželezných kovů koncem 16.  století. Souviselo to nejspíš s vysokou spotřebou dřeva pro hutnění, jehož dodávky byly dříve přednostně směřovány k těžbě a zpracování rud drahých kovů, zejména stříbra. V Šindelové je rozmach železářské výroby spjat s příchodem Nosticů, do jejichž rukou přešlo zdejší panství v roce 1627. Železárny Nosticů, které zahrnovaly provozy v Šindelové a v Rotavě, byly v provozu do roku 1909, kdy došlo ke spojení s Petzoldovými železárnami v Nejdku.

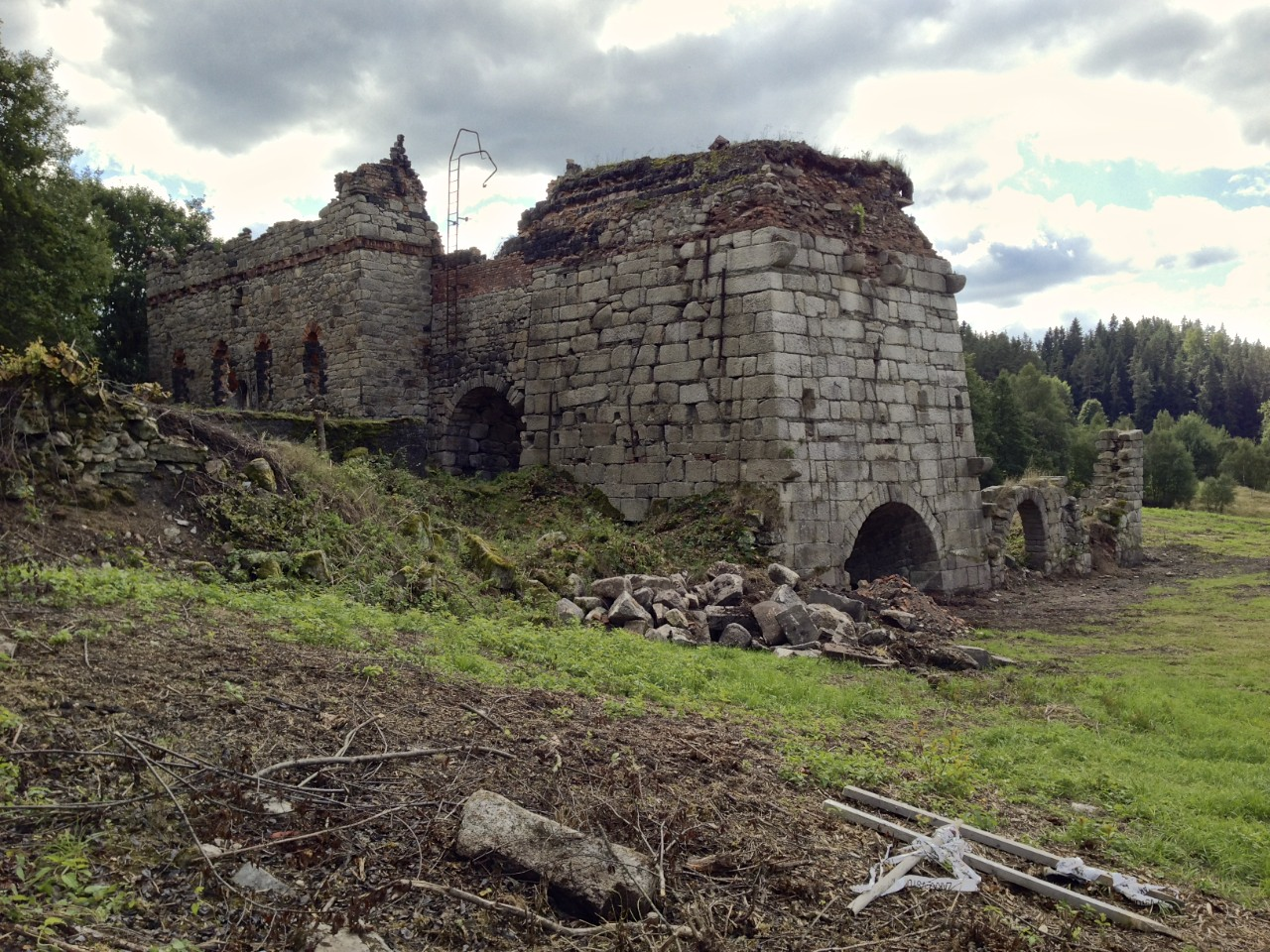
Boční pohled na uspořádání dochovaných staveb hutě

Roku 1839 byla při pecích postavena válcovna plechu. Další modernizace areálu huti probíhala v letech 1858–1859, kdy vysoká pec s přilehlými objekty získala nový architektonický ráz. Hospodářská krize v sedmdesátých letech 19. století dosáhla i do Šindelové. Dřevouhelná vysoká pec na výrobu surového železa byla pro nerentabilitu v roce 1873 zastavena, ale další provozy zde zůstaly zachovány, např. válcovna jemného plechu a slévárna. Zejména produkce plechu se ukázala jako životaschopná, a tak byly válcovny koncem 19. století zmodernizovány. Během první světové války se zde vyráběly nábojové pláště, plechovky na konzervy a další válečný materiál. Za první světové války byl podnik jediným v monarchii, který vyráběl konzervářský plech a byly z něj vyrobeny všechny rakouské konzervy.
Krize ve třicátých letech 20. století ukončila výrobu většiny produktů, pokračovala jen válcovna plechu.
V Šindelové fungoval vedle huti i hamr na plech a v 1. polovině 18. století bylo započato s cínováním plechu. Počátky této technologie jsou spojovány právě s Krušnohořím. Další rozšíření provozu nastalo ve 2. polovině 18. století, kdy je k roku 1757 doložen provoz dřevouhelné vysoké pece, zřejmě již druhé, a následné zbudování dalšího hamru na plech. Zásadní proměnou huť prošla v průběhu 19. století. Roku 1818 byla na místě starší vysoké pece vystavěna nová, jejíž torzo se dochovalo. Do nově vybudované vysoké pece se vešlo 120 centnýřů (přibližně 7 400 kg) vsázky k tavbě. Pec vyráběla denně 40 centnýřů (přibližně 2 450 kg) surového železa.
Nedaleká druhá pec byla nahrazena cínovnou a doprovodnými provozy. Vlastní vysoká pec měla vnější plášť postavený z žulových kvádrů, stažených ocelovými svorníky. Její výška byla přibližně 11 m. V budově vysoké pece bylo zabudováno dmychadlo, nákladní výtah a stoupa, vše poháněné vodním kolem. Tímto kolem byla poháněna i vedle stojící stoupa na strusku. Voda byla přiváděna náhonem. Na těleso pece navazoval objekt slévárny, kde se odlévaly housky surového železa a také hotové výrobky, například litinová kamna. Mohutné kamenné krakorce ve vnější stěně pece nesly dřevěný krov slévárny. Na stavbách v okolí se můžeme poměrně často setkat s odlévanými struskovými cihlami.

## Zánik

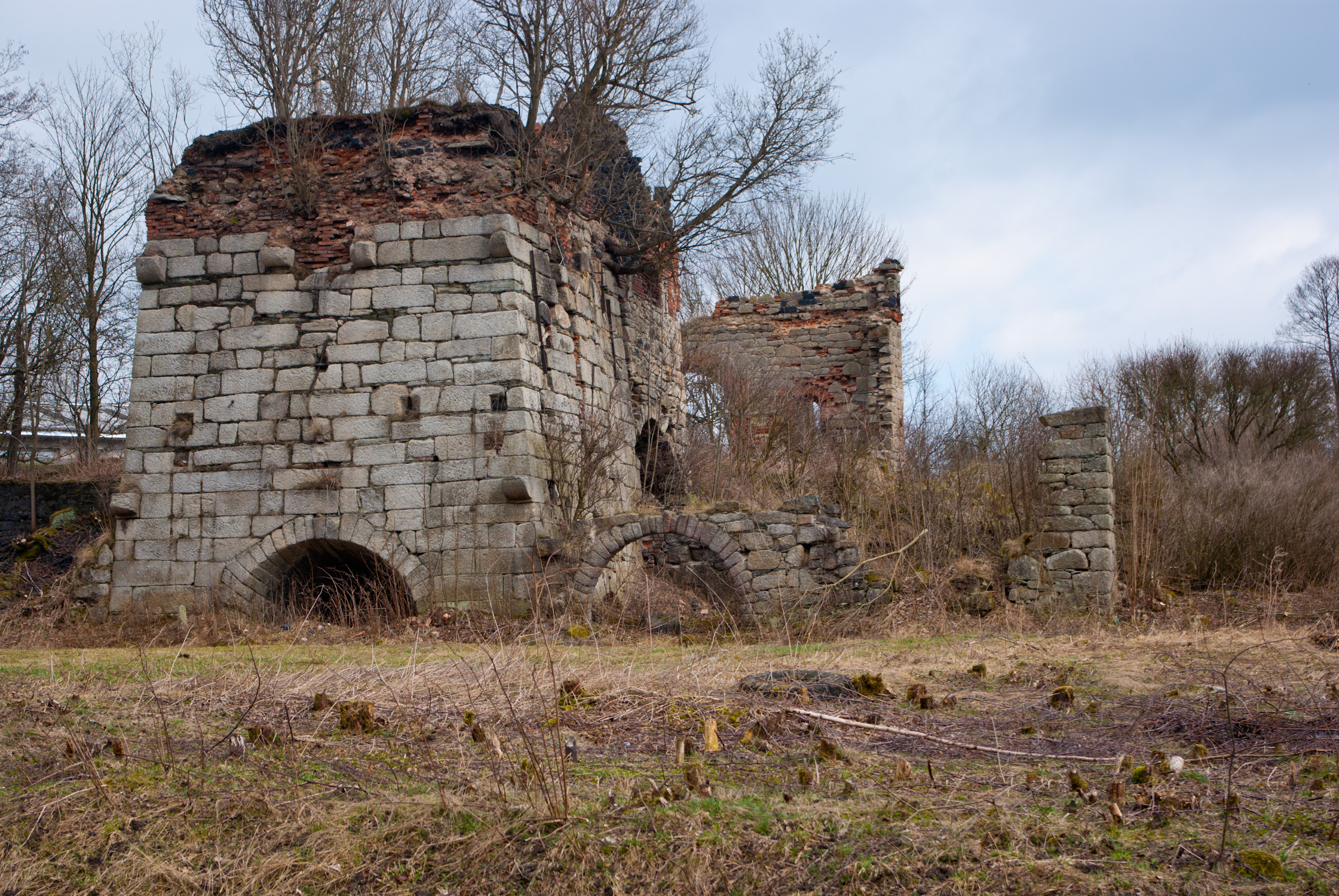
Stav v roce 2010

Přestože v letech 1858–1859 došlo k celkové modernizaci areálu huti, schylovalo se v této době pomalu ke konci dřevouhelného vysokopecního hutnění. Způsobil to nástup efektivnějšího koksového hutnění. Dle zpráv z roku 1876 byla vysoká pec již vyhaslá. V provozu však zůstávala válcovna jemného plechu, pocínovna, slévárna a mechanické dílny. Válcovna jemného plechu byla v letech 1910–1912 rozšířena. V roce 1927 bylo v provozech zaměstnáno 550 dělníků, z toho 440 ve válcovně, 42 ve slévárně a 68 v mechanické dílně. Kromě nich zde pracovalo několik úředníků a mistrů. V době světové hospodářské krize v roce 1930 již nastal prudký pokles výroby, který ještě téhož roku vyústil v zastavení provozu válcovny a následně i slévárny.
Roku 1939 byl obnoven provoz pro válečné účely, výroba byla zastavena až 16. června 1945.
Po druhé světové válce již výroba nebyla obnovena a došlo k demontáži výrobního zařízení, což znamenalo konec zdejší železářské tradice. V době, kdy už byl celý areál vyhlášen kulturní památkou, jej využíval národní podnik Státní statek, závod Dolní Nivy. Objekt přípravny sloužil jako seník a skladiště. Po zřícení části objektu bylo provedeno stavební zaměření, zachycující poslední fázi technického, ale i architektonického stavu. V průběhu dokončování měřičských prací byla vlastníkem srovnána se zemí velká část areálu. Dochovalo pouze torzo obnažené vysoké pece ze žulových kvádrů. Z přiléhajících přístaveb nezůstalo téměř nic. Po stranách pece jsou dochovány jen zbytky strojovny a objektu, kde původně bylo umístěno vodní kolo, a krátký úsek náhonu. Z objektu přípravny se zachovalo jen obvodové zdivo do úrovně koruny. Stav torza památky je kritický, neprováděla se ani základní údržba, což vedlo k dalším destrukcím. Náletové dřeviny pomalu, ale jistě trhaly poslední zbytky této technické památky, připomínající nelehkou práci někdejších obyvatel Krušných hor.
Z dalších staveb se však zachoval rybník v Šindelové, nazývaný Teich, který nechali vybudovat Nosticové jako zásobárnu vody k pohonu strojního zařízení. Ten slouží jako rekreační místo a je využíván ke koupání.

## Záchrana

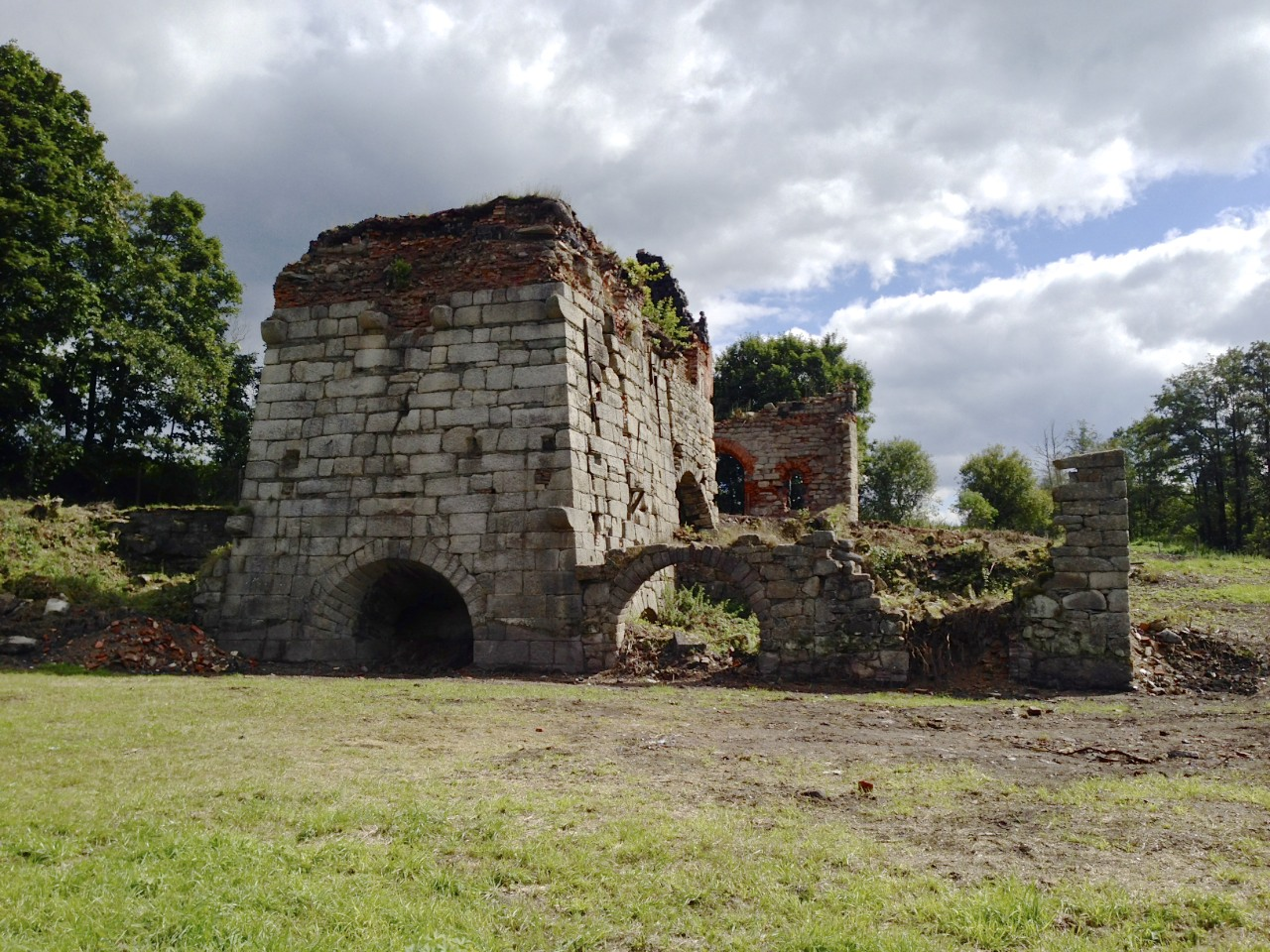
Huť po odstranění náletových dřevin

Vysoká pec v Šindelové je Národním památkovým ústavem vedena na Seznamu ohrožených nemovitých památek.
K vlastnictví torza stavby železářské vysokopecní hutě se nehlásil majitel pozemku a neměl o něj zájem ani stát,  který prostřednictvím Úřadu pro zastupování státu ve věcech majetkových na počátku roku 2016 převedl huť do vlastnictví Spolku za zachování hutě v Šindelové. Spolek dlouhodobě usiluje o záchranu mimořádné technické památky, připravuje záchranné zajištění stavby a následně projekt na její opravu.
V roce 2016 byla vysoká pec zajištěna proti dalšímu chátrání a provedena dostavba hlavy pece. V průběhu roku 2017 bylo zrekonstruováno zdivo vlastní pece a přistavěna její nástavba, včetně zastřešení.
Obnova památky byla dokončena v roce 2020. Celkové náklady na obnovu činily necelých 5,9 milionu korun.

## Popis
Vysoká pec má tvar 11 metrů vysokého komolého jehlanu, vyzděného z kamenných kvádrů a v horní části z cihel a struskových tvárnic. Vpředu je v peci výklenek pro odpich, na který původně navazovala přístavba slévárny. Na pravé straně je druhý výklenek, u kterého byla výfučna s dmychadlem vzduchu.
Za pecí je torzo budovy přípravny vsázky, zbudované za použití stejného materiálu jako vlastní pec. Mezi oběma stavbami probíhal náhon s vodním kolem pro pohon strojních součástí hutě, přes náhon vede most pro zavážení pece.

## Fotogalerie

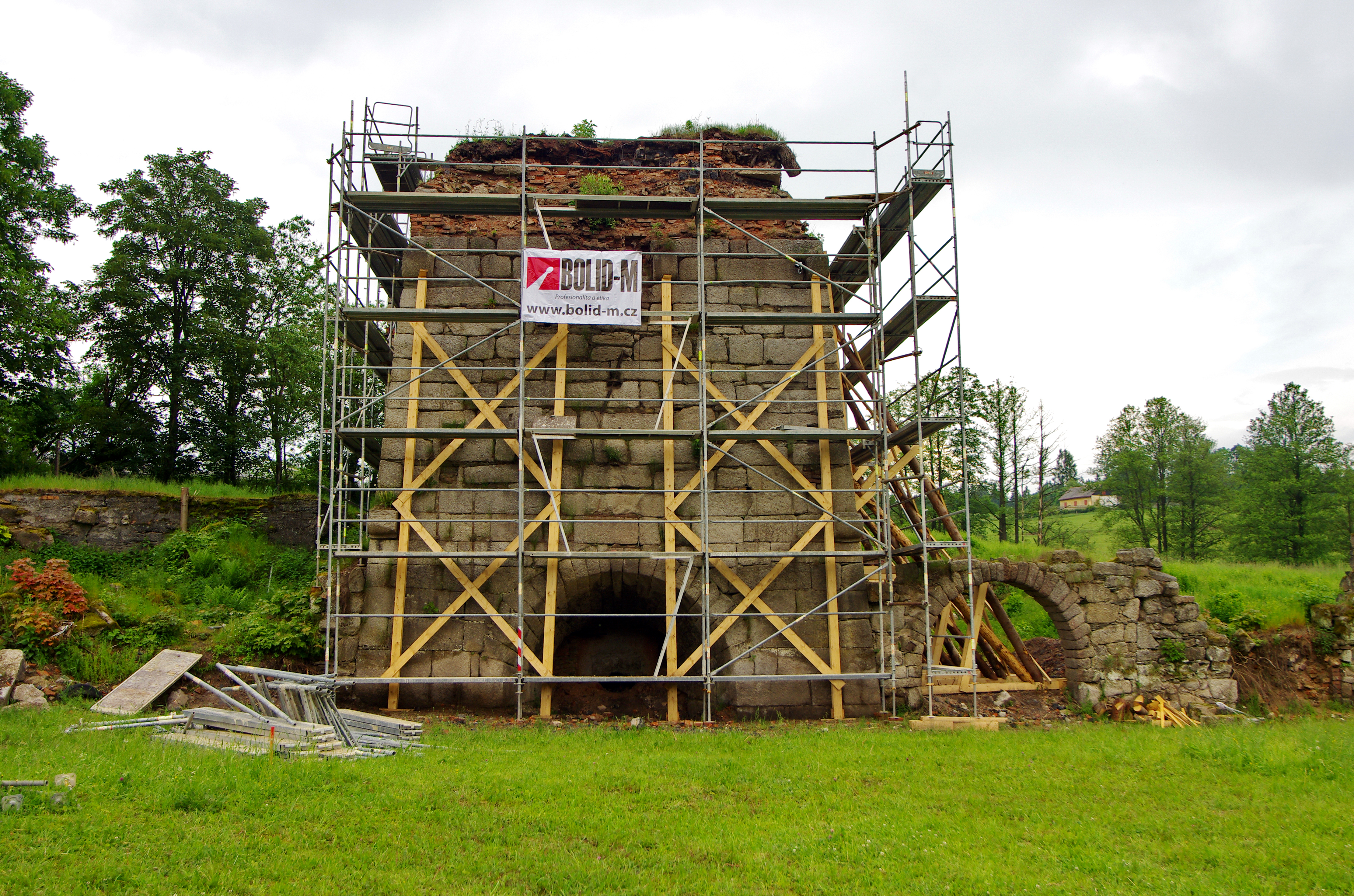
Oprava hlavní budovy vysoké pece (2016)
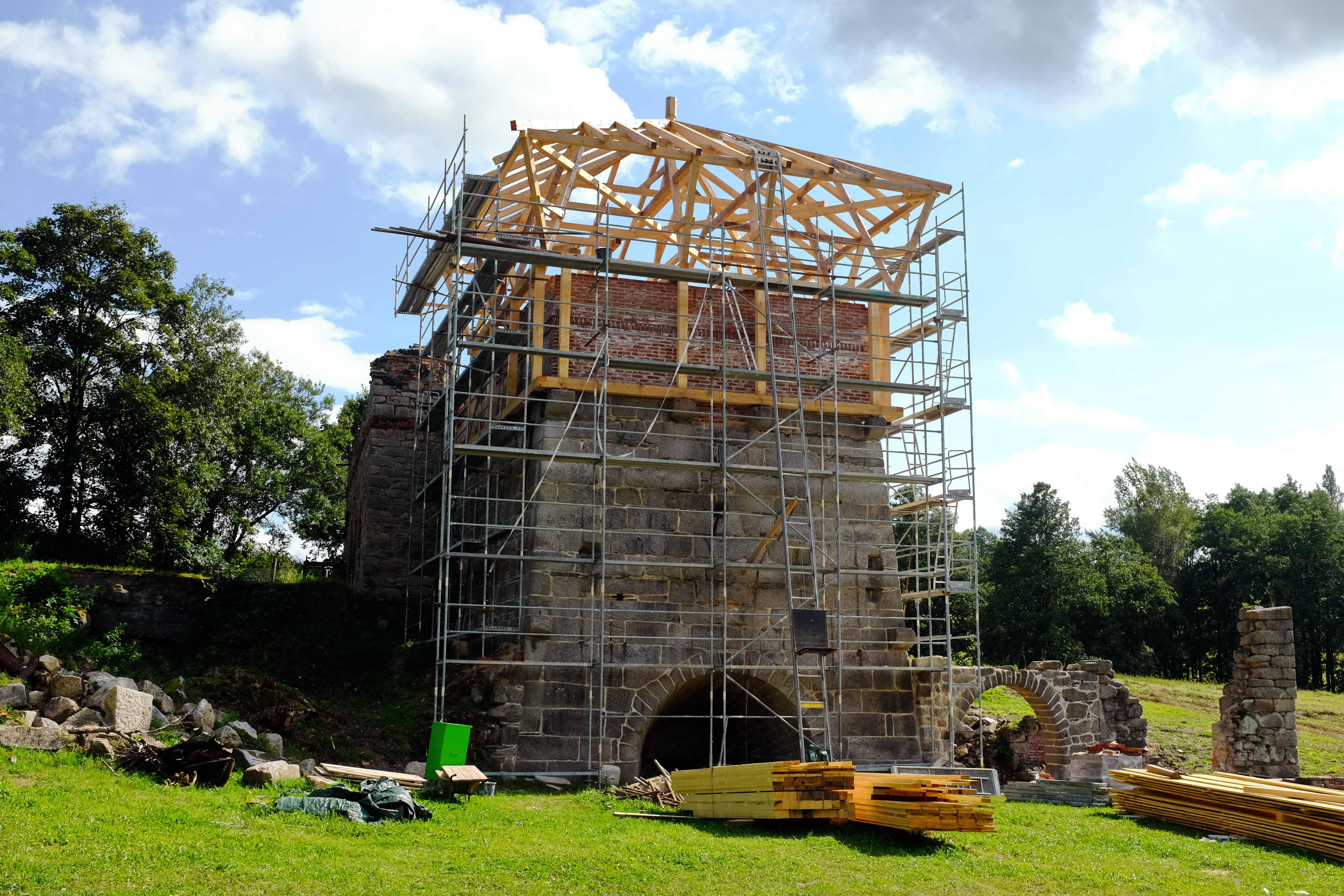
Stavba krovu (2017)
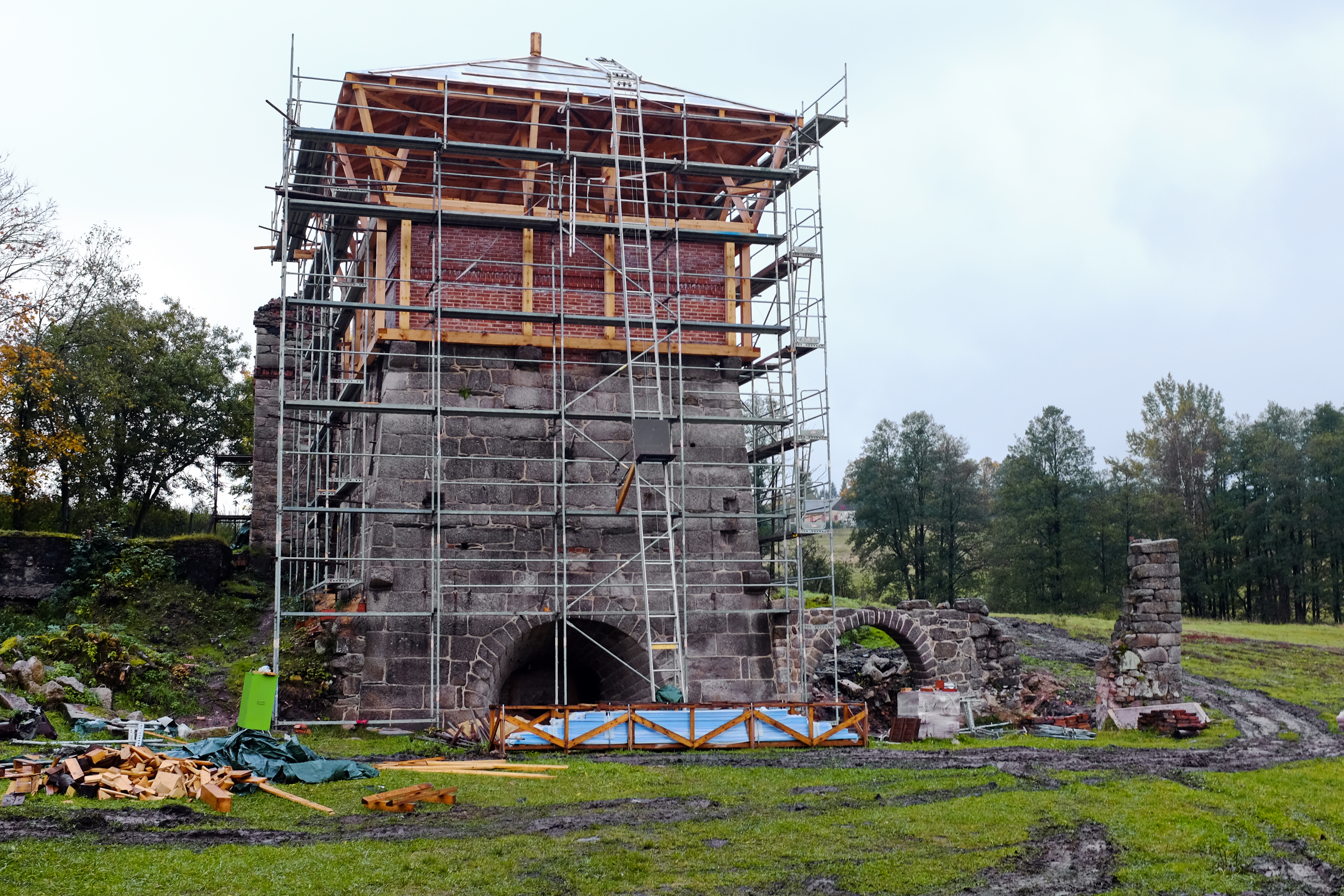
Práce na zastřešení (2017)
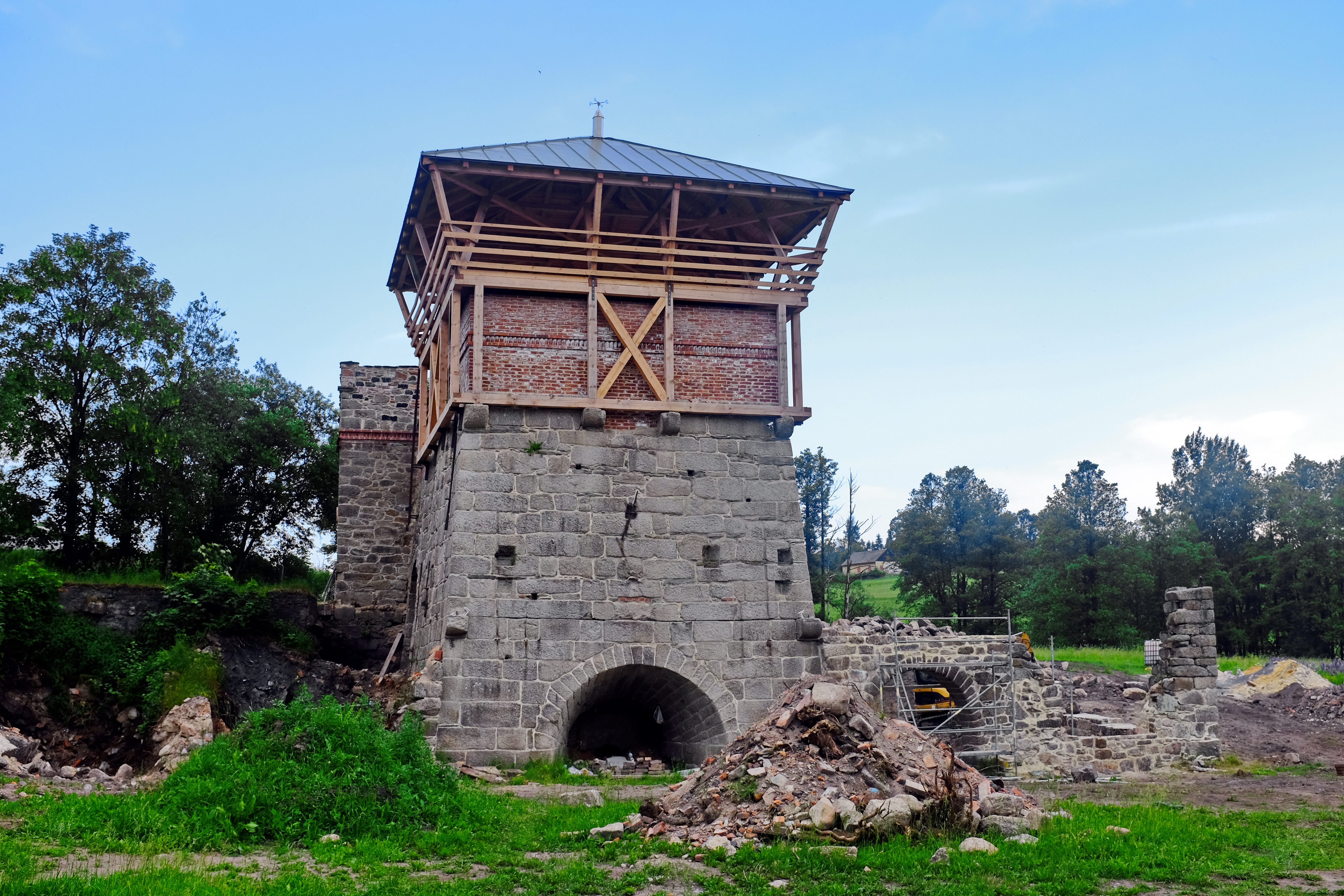
Dokončená oprava hlavní budovy (2018)
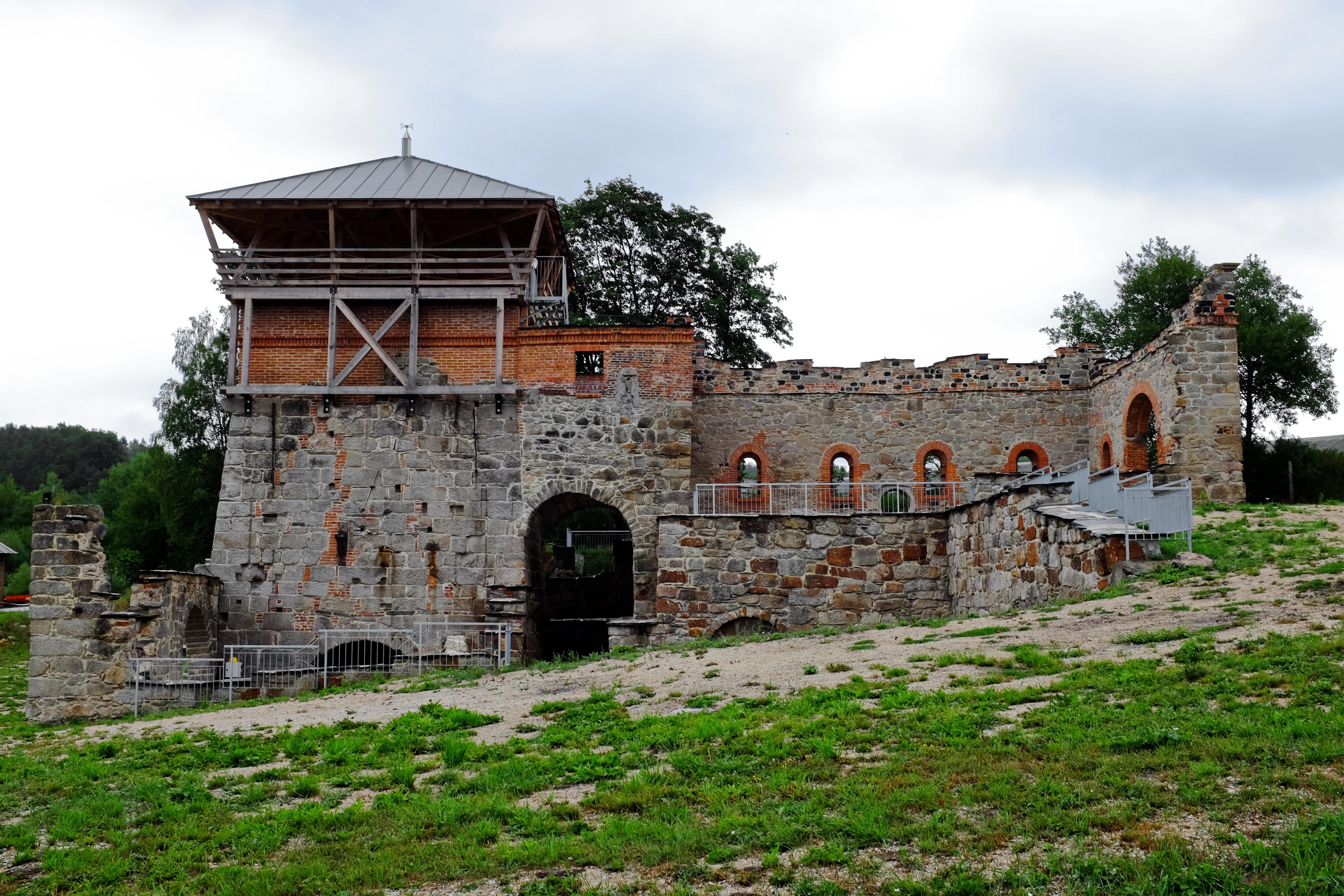
Pohled od jihozápadu
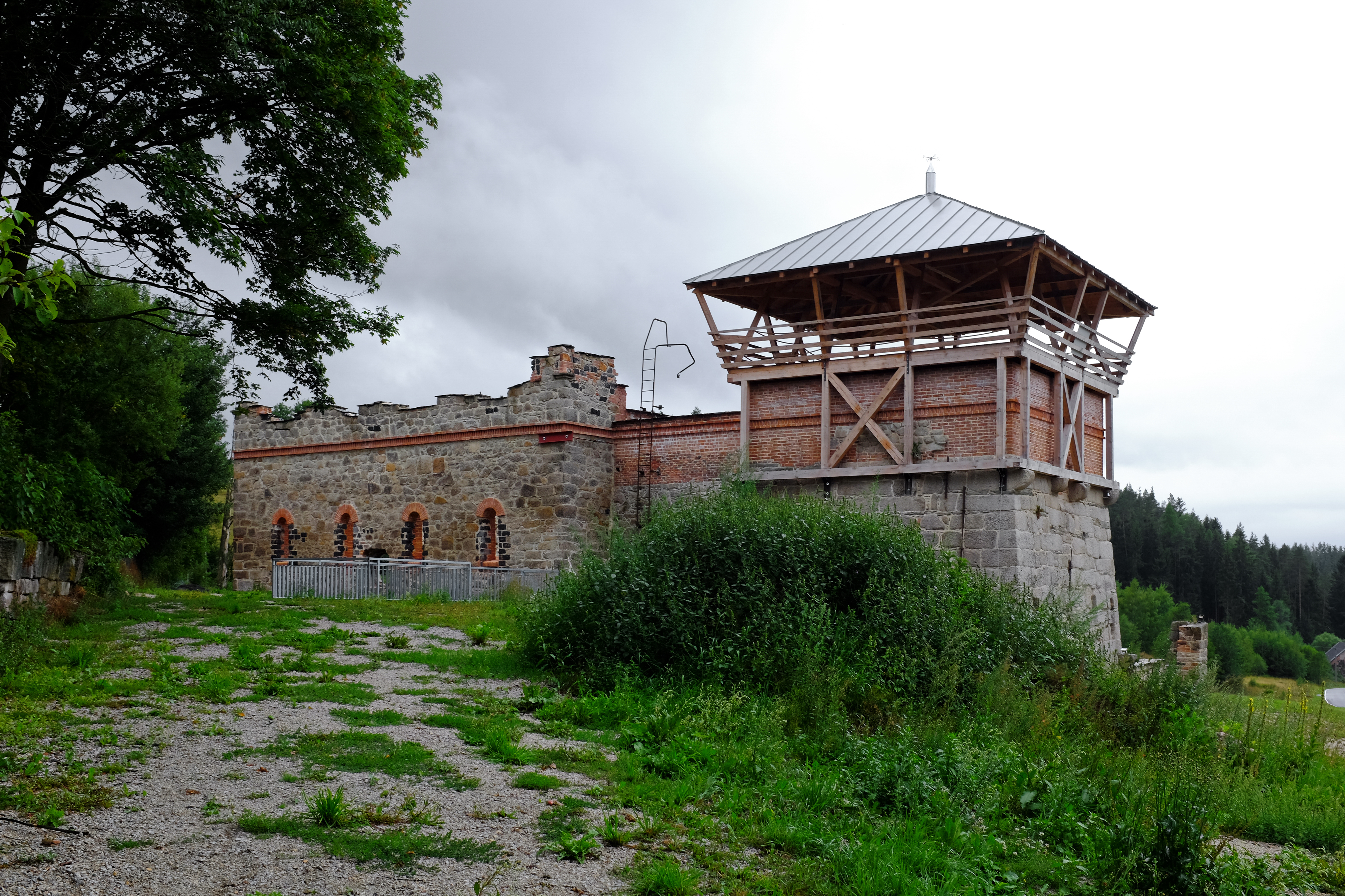
Pohled od severu
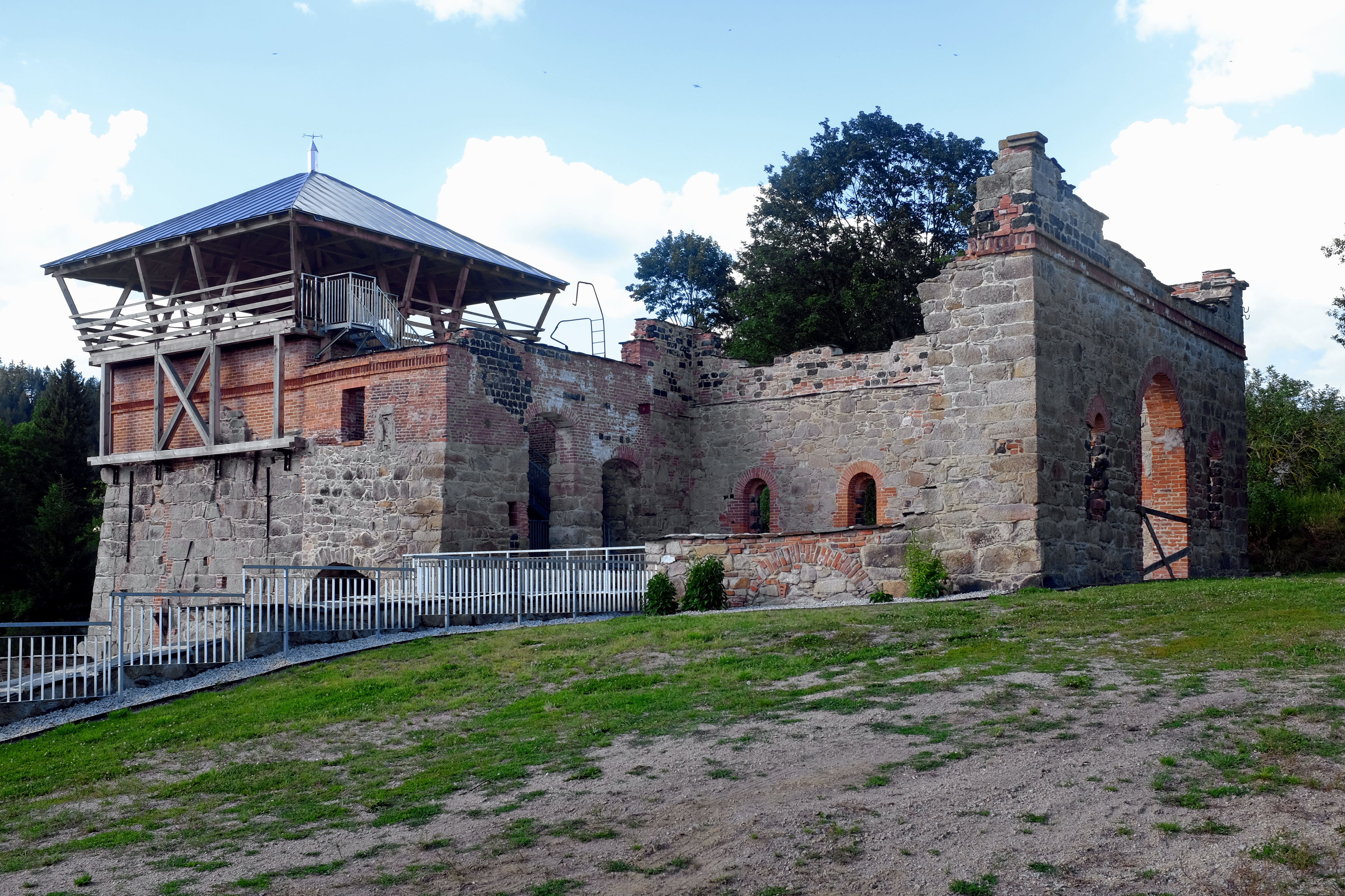
Příchod k bývalé budově přípravny vsázky
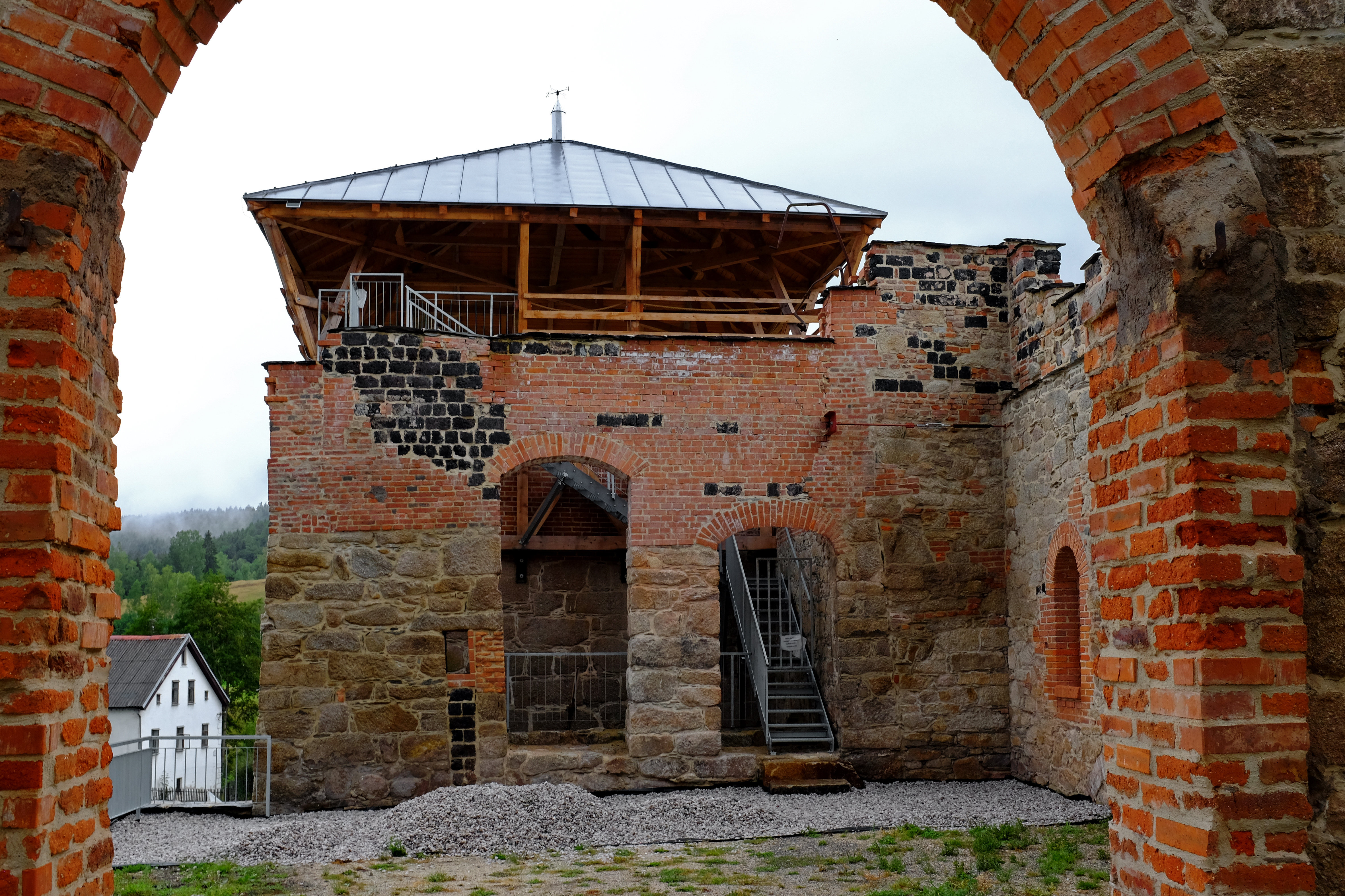
Pohled skrz přípravnu vsázky